# 梁寓
梁 寓（りょう ぐう、生没年不詳）は、中国後漢末期の孫権配下の校尉。字は孔儒。

## 生涯
建安24年（219年）、呂蒙が荊州に侵攻し関羽を殺害すると、曹操は孫権を驃騎将軍・荊州牧に任じ、仮節を与え、南昌侯に封じた。孫権は校尉の梁寓を使者に立てて後漢の朝廷に献上物を捧げさせ、捕虜の朱光・浩周らを釈放して魏に返還し、それとともに王惇に命じて馬を買い入れさせた。
曹操はやってきた梁寓をいったんは配下の掾に任じたが、まもなく南方へ送り返したという。